# Becki Newton

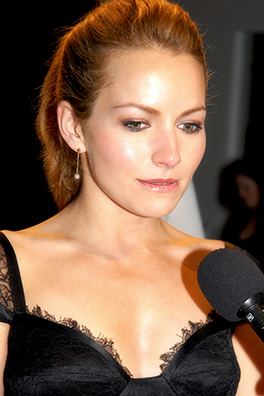
Becki Newton (2007)

Rebecca Sara Newton (ur. 4 lipca 1978 w New Haven) – amerykańska aktorka. 

## Życiorys
Dorastała w Guilford. Ukończyła historię na Uniwersytecie Pensylwania. Na początku kariery grała w musicalach oraz lokalnym teatrze. Studiowała w Europie oraz południowej Afryce. Po przeprowadzce do Nowego Jorku zaczęła grać w reklamach. Zamężna z Chrisem Diamantopoulosem, z którym wzięła ślub w 2005 roku.

## Filmografia

### Filmy kinowe
- P.S. (2004) jako Rebecca
- Cudowne dziecko (August Rush, 2007) jako Jenny
- Mamusie bez synusiów (Otherhood, 2019) jako Andrea

### Seriale TV
- Dowody zbrodni  (Cold Case, 2003) jako Młoda Melanie (gościnnie)
- Guiding Light (2003–2004) jako wyimaginowana córka
- Prawo i porządek: sekcja specjalna (Law & Order: Special Victims Unit, 2004) jako Colleen Heaton (gościnnie)
- American Dreams (2004) jako Mindy (gościnnie)
- The Men’s Room (2004) jako Lily (gościnnie)
- Czarodziejki (Charmed, 2005) jako nowa Piper (gościnnie)
- Brzydula Betty (Ugly Betty[1], 2006−2010) jako Amanda Tanen
- Amerykański tata (2007, 2014) w różnych rolach
- Mode After Hours (2008–2009) jako Amanda Tanen
- Love Bites (2011) jako Annie Matopoulos
- Jak poznałem waszą matkę (How I Met Your Mother, 2012−2013) jako Quinn/Karma
- The Goodwin Games (2013) jako Chloe Goodwin
- Weird Loners (2015) jako Caryn Goldfarb
- Opowiedz mi bajkę (Tell Me a Story[1], 2018–2019) jako Katrina Thorn
- Rozwód (Divorce[1], 2018–2019) jako Jackie
- Prawnik z lincolna (The Lincoln Lawyer, 2022) jako Lorna[1]